# 邁里克斯角 (加利福尼亞州)
邁里克斯角（英語：Myricks Corner）是位於美國加利福尼亞州克恩縣的一個非建制地區。該地的面積和人口皆未知。

## 地理
邁里克斯角的座標為35°30′59″N 119°17′27″W / 35.51639°N 119.29083°W，而該地的平均海拔高度為107米（即351英尺）。